# Moderation (Gruppenarbeit)

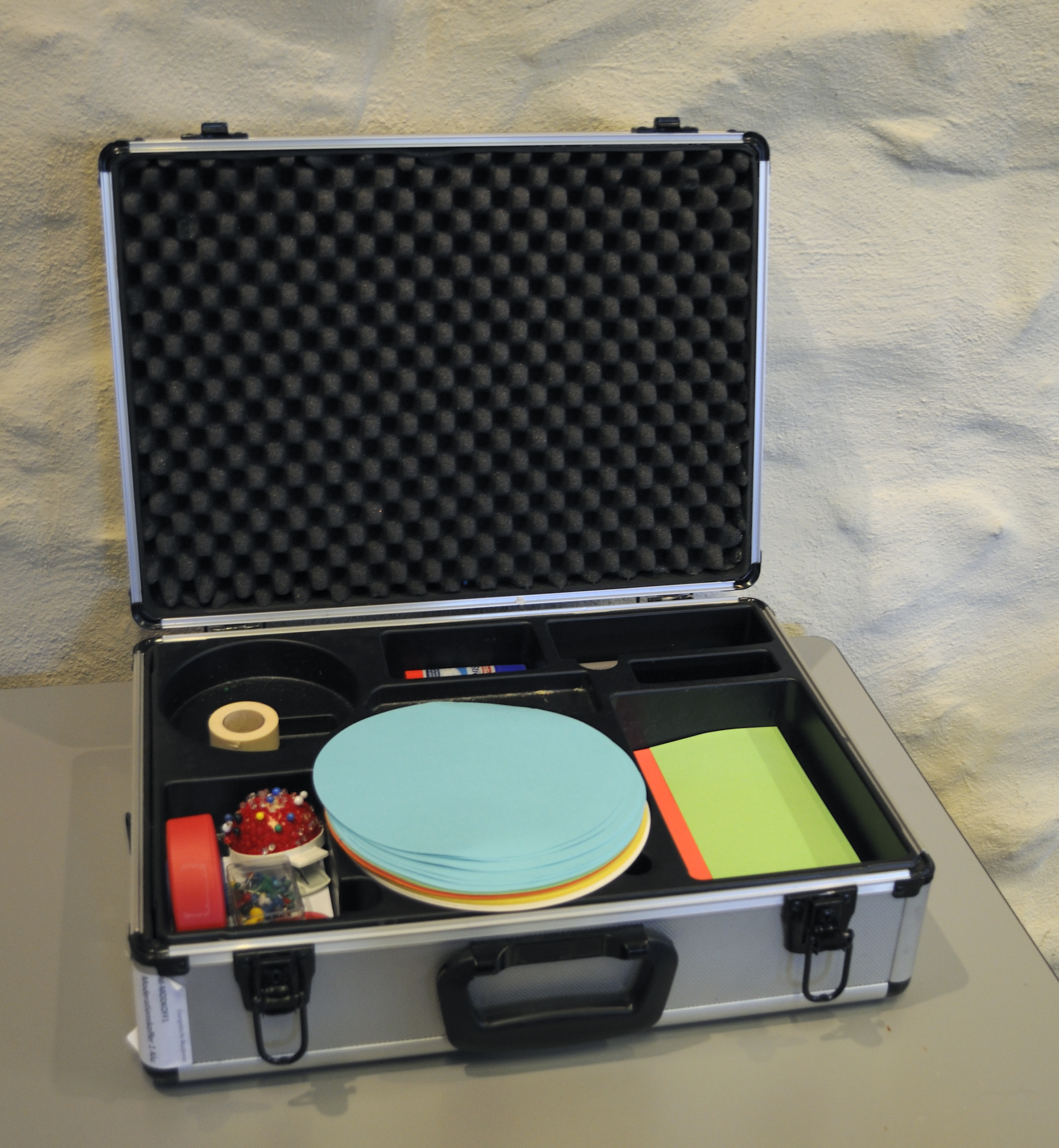
Gewerblicher Moderationskoffer

Moderation ist eine Methode zur gemeinsamen Arbeit in Gruppen, unterstützt durch einen Moderator. Das Ziel ist, mit allen Gruppenmitgliedern einen gemeinsamen Lern-, Projektarbeits- oder Diskussionsprozess zu gestalten. Das Beherrschen von Moderationsmethoden gehört zum Standardrepertoire jedes Gruppentrainers. Moderationsmethoden werden beispielsweise in der Organisationsentwicklung, in Seminaren und Konferenzen, Kongressen und Tagungen, in Besprechungen und im Projekt- und Qualitätsmanagement, in Schulen, in der Pädagogik und in der Erwachsenenbildung eingesetzt.

## Gruppendynamischer Hintergrund
Moderation zielt darauf ab, die Kreativität der Teilnehmer zu fördern, Ideen allen zugänglich zu machen, gemeinsam zu Ergebnissen und Entscheidungen zu gelangen, die von der ganzen Gruppe im Konsens getragen und umgesetzt werden. Dabei ist im gesamten Gruppenprozess eine Beteiligung der Teilnehmer zu erreichen, so dass sie engagiert sind, gezielt Aufgaben lösen können, dabei ihre eigenen Interessen verwirklichen können und so weitgehend frei arbeiten. Bedeutsam für das Gelingen sind auch die Atmosphäre, die Rollen in der Gruppe, die Offenheit und der Umgang mit abweichenden Meinungen.

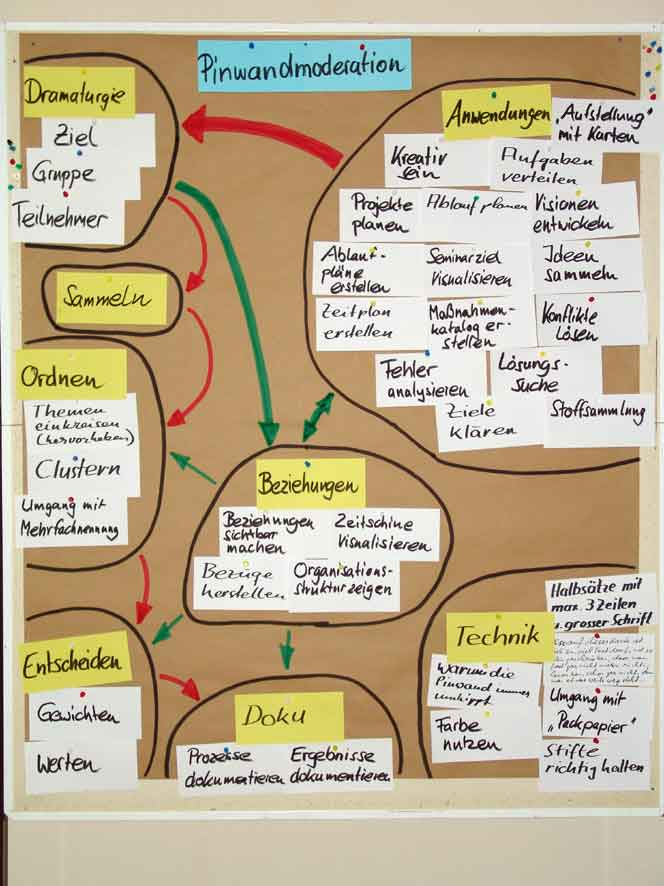
Pinnwand-Moderation

## Methoden
Moderationsmethoden aktivieren alle Teilnehmenden zielgerichtet. Die Teilnehmer schreiben auf eine Frage hin Argumente auf Karten oder markieren mit Klebepunkten ihre Prioritäten. Hier eine Auswahl der wichtigsten Methoden:

### Pinnwand, Karten und Nadeln
Auf einer mit Packpapier bespannten großformatigen Steckwand werden Karten mit kurzen Texten frei angeordnet. Sie werden mit Nadeln dort angepinnt und können im Verlauf der Diskussion auch immer wieder neu geordnet werden. Diese Technik ist auch als Metaplan-Methode bekannt.

### Flipchart

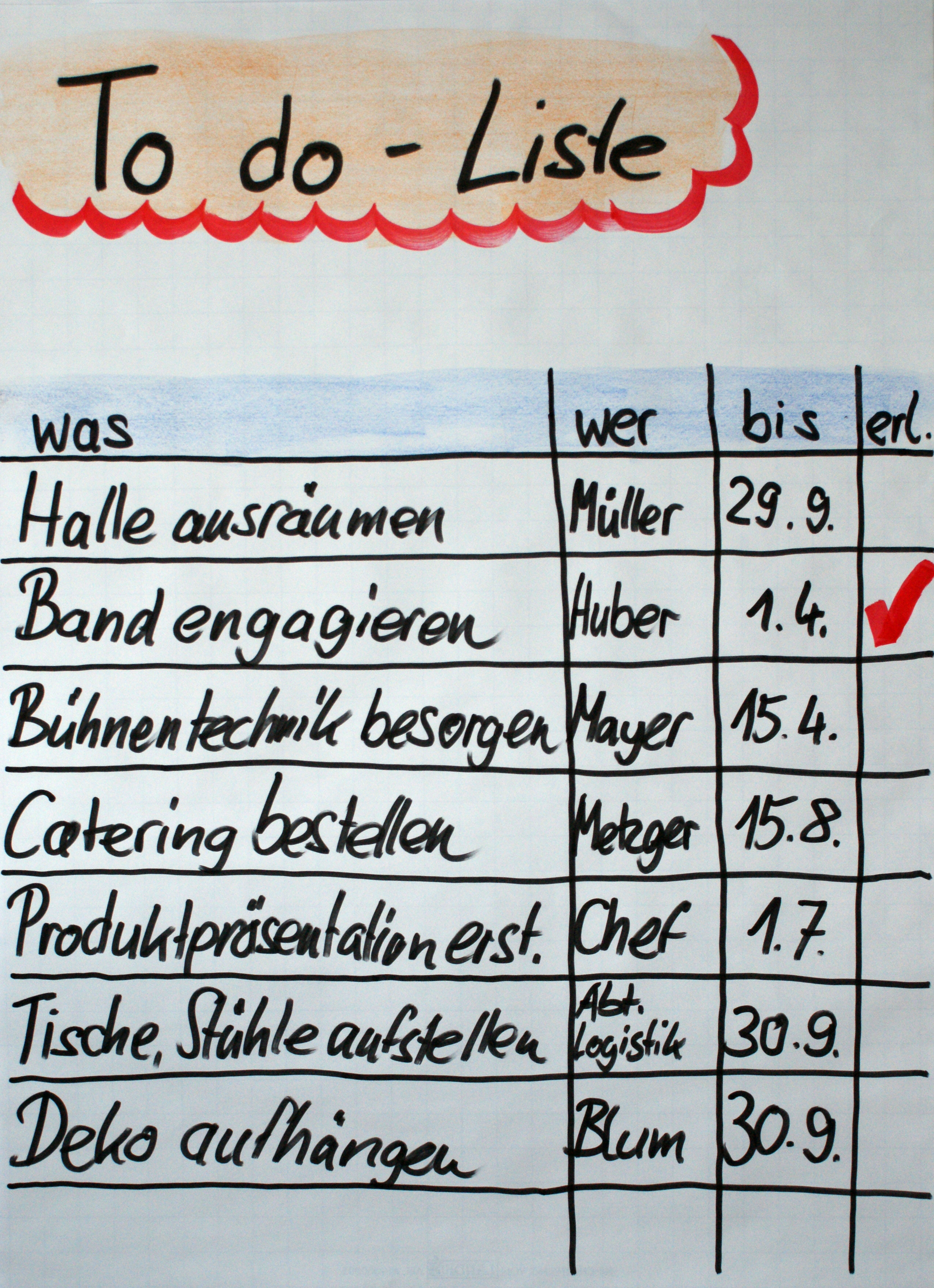
To-Do-Liste

Auf dem Flipchart wird beispielsweise das Programm für den Tag aufgelistet oder zum Abschluss das Ergebnis zusammengefasst.

### Großgruppenmoderation
Großgruppenmoderation ist eine sozialpsychologische Methode, um große Planungs- und Entscheidungsgruppen von etwa 60–600 Teilnehmern in einem Versammlungsraum so zu steuern (Moderation), dass sie zu umsetzbaren Ergebnissen kommen. Anwendungsfelder sind Unternehmen, Organisationen, Verwaltungen, Städte und Gemeinden, Bürgerbeteiligung und viele andere.

### Online-Moderation
Online-Workshops, seit dem Aufkommen der „Corona“-Infektionen bekannt und verbreitet, werden über das Internet durchgeführt. Dabei wird ein elektronisches Meetingsystem (EMS) eingesetzt, das den Teilnehmern elektronisch Werkzeuge zur Verfügung stellt, die aus traditionelle Workshops bekannt sind. Dabei können Blockaden in der Gruppenarbeit durch (optionale) Anonymisierung und Parallelisierung der Beiträge technisch aufgehoben werden. Die Vorteile computergestützter Workshops nehmen mit wachsender Teilnehmerzahl zu. Synchrone Online-Workshops werden regelmäßig durch eine Telefon- oder Webkonferenz ergänzt.